# 이선호 (1935년)
이선호(1935년 8월 5일 ~ )는 대한민국의 군인 출신 언론인, 교육자, 연구가, 군사평론가, 행정학자이다. 그는 군 시절 베트남 전쟁에 참전하기도 하였다.

## 주요 경력
- 대한민국 해병대 소위 임관
- 1967년 11월 청룡부대 제5대대 작전장교 및 청룡부대 작전참모 보좌관
- 1969년 3월 귀국
- 대한민국 해병 대령 예편
- 국방대학원 교수
- 동국대, 경기대 행정 대학원 강사
- 한국군사평론가협회 부회장
- 한국군사학회 부회장
- 한국시사문제연구소 소장
- 월간 군사저널 상임고문

## 학력
- 동국대학교 행정학과 학사
- 대한민국 육군보병학교 졸업
- 미국 버지니아 종합군사학원 졸업
- 미국 미주리 종합군사학원 졸업
- 대한민국 국방대학교 행정학사 10기(1965년)
- 대한민국 국방대학원 행정학 석사
- 동국대학교 대학원 행정학 박사

### 비학위 수료
- 국방대학교 안보대학원 안보교육과정 수료

## 저서 및 논문
- 국방행정론

## 같이 보기
| - 베트남 전쟁 - 채명신 - 지만원 - 서정갑 - 장경순 - 조갑제 - 홍관희 - 이상돈 | - 전원책 - 복거일 - 선우휘 - 김대중 - 김동문 - 송복 - 이철승 - 손충무 | - 박관수 - 박용만 - 박홍 - 이도형 - 이동복 - 이주천 - 윤치영 |